# 岡村蠕蛇鰻
岡村蠕蛇鰻，為輻鰭魚綱鰻鱺目糯鰻亞目蛇鰻科的其中一種，分布於西北太平洋區的日本海域，棲息深度約63公尺，棲息在底層水域，屬肉食性，生活習性不明。

## 擴展閱讀
維基物種上的相關：岡村蠕蛇鰻